# La Daille
La Daille is een buurtschap in de Franse gemeente Val-d'Isère. Rijdend vanuit Tignes of Bourg-Saint-Maurice is La Daille de eerste buurtschap van Val-d'Isère.
Kenmerkend voor La Daille zijn de grote appartementencomplexen met daarnaast een klein aantal kleinere chalets en restaurants. Formeel ligt La Daille op 1785 meter hoogte.
Vanuit La Daille vertrekt een lift met 6-persoons eitjes, de Funival kabelspoorbaan. Ook is er een kleine sleeplift en een stoeltjeslift. De gondelbaan en Funival bieden verbinding met Tignes en de Bellevarde pistes van Val d'Isère.
Daarnaast rijdt er een gratis pendelbus naar het dorpscentrum en de buurtschap Le Fornet.

## Hoogbouw
In tegenstelling tot de betrekkelijk kleinschalige complexen in Val-d'Isère zelf staan in La Daille voornamelijk grootschalige en hoge appartementencomplexen. De hoogste gebouwen tellen ongeveer 14 woonlagen met de kenmerkende kleine en sobere appartementen zoals die in veel Franse resorts gebouwd zijn.
Aan beide zijden van de hoofdweg staan twee groepen geschakelde appartementencomplexen. De verschillende flatgebouwen rond het Centre Commercial zijn onderling verbonden via een overdekte wandelstraat.

### Brand
Op 14 oktober 2008 is brand uitgebroken op de hogere verdiepingen van een van de complexen, te weten Residence Santel. De lokale brandweer werd ernstig gehinderd doordat de blusauto's belemmerd werden om het complex te bereiken door de vele auto's die langs de weg naar het complex geparkeerd stonden. Als direct gevolg van dit probleem wordt er vanaf dat moment een speciale rijbaan vrijgehouden voor de hulpdiensten.
De felle uitslaande brand was uiteindelijk pas na 24 uur geblust en meer dan 90 brandweerlieden waren betrokken bij de bestrijding van het vuur. Door de ramp zijn ruim 100 appartementen onbruikbaar of zelfs geheel verwoest.
Santel wordt gevormd door een vijftal trappenhuizen. Drie van deze torens zijn nu geheel ontruimd voor reparatie en renovatie. Ook de lagere etages die weinig tot geen schade hadden zijn ontruimd en na de winter zullen de reparatie werkzaamheden voortgezet worden.
De directe brandschade is het hevigst op de bovenste 4 of 5 etages. De brand was daar zo hevig dat de betonnen muren deels zijn ingestort, en alle niet betonnen onderdelen zijn geheel verwoest.

## Liften
Vanuit La Daille kunnen wintersporters gebruikmaken van een cabine- of eitjeslift dan wel de kabelspoorbaan Funival. De Funival eindigt op de Bellevarde piek, op dezelfde plaats als waar ook de cabinelift Olympiqe en de stoeltjeslift Solaise vanuit Val-d'Isère dorp uitkomen. De kabelbaan biedt verbinding met de pistes richting Tignes.
Vanaf de Bellevarde en Tignes lopen twee pistes naar La Daille. Een van deze pistes wordt jaarlijks gebruikt voor de wereldbekerwedstrijden in december van elk jaar.

## Skischool
La Daille heeft een eigen kantoor van de ESF, de grootste skischool organisatie in Frankrijk. In de drukkere periodes van het seizoen worden de lessen direct vanuit La Daille georganiseerd. Tijdens de rustige perioden, wanneer er onvoldoende leerlingen zijn, moeten de wintersporters zich verzamelen bij de vestiging van de ESF in het dorpscentrum van Val-d'Isère.

## Centre Commercial
In het midden van een groep geschakelde flats bevindt zich het Centre Commercial. Dit centrum herbergt de lokale supermarkt van Spar en Casine, de skischool en de grootste vastgoed bemiddelaar die de verhuur van de vele appartementen organiseert: Val-d'Isère Agence.
Dit centrum biedt verder plaats aan enkele horecazaken, ski-verhuur en wintersport winkel en een zwembad.
Aan de andere kant van de hoofdweg staat de hoogbouw van Pierre ^ Vacances en een aantal hotels.
Verder biedt La Daille een heel grote overdekte parkeergarage, enkele openlucht parkeerplaatsen en speciale parkeerfaciliteiten voor bussen.

## Busdiensten
Vanuit La Daille rijdt een gratis shuttle-busdienst naar het centrum van Val-d'Isère. Ook alle regionale en andere geregelde busdiensten (zoals naar en vanuit Genève en Lyon) hebben een halte in La Daille.